# Крамер, Вольфганг
Вольфганг Крамер (Wolfgang Cramer; род. 1957) — немецкий эколог растений и географ. Доктор философии (1986), профессор, директор по исследованиям Национального центра научных исследований Франции.
До сентября 2011 года работал в Потсдамском институте изучения климатических изменений (PIK) и состоял профессором Потсдамского университета. Член Академии сельского хозяйства Франции (Académie d'agriculture de France) (ассоциированный, с 2017).

## Биография
Окончил по географии Гисенский университет имени Юстуса Либиха, где учился в 1975-81 гг. В 1978/79 гг. фелло Уппсальского университета, в 1981—1986 гг. занимался там же и получил степень доктора философии по экологии растений (с диссертацией по растительности Балтики), в 1986 г. там же постдок.
В 1986-92 гг. ассоциированный профессор кафедры географии Тронхеймского университета и в 1988-90 гг. её директор.
С 1993 года работал в Потсдамском институте изучения климатических изменений.
С 2003 года полный профессор Потсдамского университета.
С 2011 года в Национальном центре научных исследований Франции.
Ведущий автор МГЭИК.
Шеф-редактор журнала Regional Environmental Change (с 2000), обзорный редактор Science, член редколлегий других научных журналов.
Автор более ста работ, его h-индекс равен 31.